# Pietro Farini
Pietro Farini (Russi, 23 giugno 1862 – Mosca, novembre 1940) è stato un politico italiano, può considerarsi uno dei padri fondatori del socialismo italiano.
Nasce a Russi in provincia di Ravenna nel 1862. Nel 1894 fonda a Copparo, assieme ad Achille Tedeschi, il primo periodico socialista della provincia di Ferrara il “Pantalone”..
Si trasferisce a Terni nel 1903 per dirigere una farmacia cooperativa e ricostituisce la Camera del Lavoro. Nel 1919 viene eletto deputato e nel 1925 aderisce al PCI. Nel 1926, il regime fascista lo "confina" a Grotte Santo Stefano, piccolo comune dell'alta Tuscia viterbese, in veste di sorvegliato speciale e farmacista. Qua resta fino al 1929.
Nel 1932 emigra prima a Parigi e poi a Mosca dove morirà nel 1940.